# Adil El Masskini
Adil El Massikni (arab. عادل المسكيني, ur. 11 września 1984) – marokański piłkarz i trener. W trakcie piłkarskiej kariery grał jako ofensywny pomocnik. 

## Klub

### FUS Rabat
Zaczynał karierę w FUS Rabat.
W sezonie 2011/2012 (pierwszym w bazie Transfermarkt) zagrał 16 meczów i strzelił gola.

### FAR Rabat
1 września 2012 roku przeniósł się do FAR Rabat. W tym zespole zadebiutował 23 września 2012 roku w meczu przeciwko Chabab Atlas Khénifra (0:0). Na boisku pojawił się w 63. minucie, zmienił Mouhssine Abdelmoumena. Łącznie zagrał 9 meczów.

### KAC Kénitra
3 września 2014 (po rocznym okresie bycia w klubie, którego nie ma w bazie Transfermarkt) roku dołączył do KAC Kénitra. Debiut zaliczył tam 19 września 2014 roku w meczu przeciwko Kawkab Marrakesz (porażka 2:0). Na boisko wszedł w 72. minucie, zastępując Alphę Sowa. Pierwszą asystę zaliczył 25 października 2014 roku w meczu przeciwko Chabab Atlas Khénifra (3:0). Asystował przy bramce Razaka Omotoyossiego w 20. minucie. Pierwszego gola strzelił 29 listopada 2014 roku w meczu przeciwko Difaâ El Jadida (1:1). Do siatki trafił w 65. minucie. Łącznie zagrał 45 meczów, strzelił 6 goli i miał 7 asyst.

### Olympic Safi
10 stycznia 2017 roku przeniósł się do Olympic Safi. W tym klubie zadebiutował 4 lutego 2017 roku w meczu przeciwko Chabab Rif Al Hoceima (0:0). Pojawił się w 58. minucie, zastąpił Brahima El Bahraouiego. W sumie zagrał 6 meczów.

### Chabab Atlas Khénifra
4 sierpnia 2017 roku podpisał kontrakt z Chababem Atlas Khénifra. 
W sezonie 2017/2018 zagrał 11 meczów i miał asystę.
Nie ma danych do pozostałych sezonów.

## Jako trener

### Hassania Agadir
8 marca 2021 roku został zatrudniony jako asystent trenera w Hassanii Agadir.